# Friedrichshafen-Fischbach
Friedrichshafen-Fischbach – przystanek kolejowy w Friedrichshafen (dzielnica Fischbach), w kraju związkowym Badenia-Wirtembergia, w Niemczech, przy Eisenbahnstraße.
| Friedrichshafen-Fischbach               |  |                                           |
| Linia Bodenseegürtelbahn                |  |                                           |
| Friedrichshafen-Klufternodległość: 2 km |  | Friedrichshafen-Manzell odległość: 1,2 km |